# 夏威夷舟尾鱈
夏威夷舟尾鱈，為輻鰭魚綱鱈形目鼠尾鱈科的其中一種，分布於中太平洋東部夏威夷群島海域，屬深海底棲性魚類，深度547-591公尺，體長可達12.3公分，棲息在底層水域，生活習性不明。

## 扩展阅读
維基物種上的相關：夏威夷舟尾鱈